# Портрет на кардинал Алесандро Фарнезе
„Портрет на кардинал Алесандро Фарнезе“ (на италиански: Ritratto del cardinale Alessandro Farnese) е картина на италианския художник Рафаело Санцио от 1509 – 1511 г. Картината (132 x 86 см) е изложена в Зала 2 на Националния музей „Каподимонте“ в Неапол, Италия. Използвана е техниката на маслени бои върху дърво.

## История
В миналото е считано, че на картината е изобразен кардинал Силвио Пасерини. Много по-късно в изобразената фигура е припознат кардинал Алесандро Фарнезе, бъдещият папа Павел III.
Както изобразеното лице, така и името на художника са били предмет на обсъждане от много критици. Днес обаче със сигурност се знае, че картината е на художника Рафаело Санцио и е нарисувана в периода 1509 – 1511 г. В този период кардинал Алесандро, вече владика на Парма, започва кампания за увеличаване на личния си престиж, като за целта използва любовната връзка на сестра си Джулия Фарнезе с папа Александър VI Борджия.

## Описание
Младият кардинал е изобразен до коленете, изправен, обърнат 3/4 вляво и в тъмна стая с отворен прозорец, от който се разкрива светъл пейзаж. Той е облечен с пурпурни мантия и шапка. В дясната си ръка държи писмо, докато лявата се спуска по крака в жест, който придобива тържественост от силните контрасти на цветовете и светлината падаща фронтално.
Доминират нюансите на яркочервеното, създавайки преобладаващ цвят, в който фигурата на кардинала изглежда почти тънка. В психологически аспект лицето изразява както гордост, така и известна несигурност, свързана с младостта на прелата и с дългия път, който е предопределен да извърви.